# У рідні краї
У рідні краї (англ. Into the Homeland) — американський бойовик.

## Сюжет
Колишній поліцейський, а нині п'яниця, шукає свою дочку, викрадену членами жорстокого терористичного угрупування. Щоб визволити дочку він викрадає сина лідера групи.

## У ролях
- Беккі Барнс — Ліберті Вінстон
- Кімберлі Бонне — Глорі Вінстон
- Пауерс Бут — Джексон Суеллов
- Девід Карузо — Рвйдер
- Р.Дж. Чемберс — солдат
- Ліза Клауд — Мей Касл
- Френк Коллісон — робітник АЗС
- Гвен Ковінгтон — Джанет
- Рік Дано — співробітник під прикриттям
- Ерік ДаРе — серфер 1
- Йен Фокс — Рікардо
- Джеймс Грінблатт — скейтбордист
- Арі Гросс — Джоел Бессман
- Гаррісон Хершбергер — Вайті
- Доун Холдер — Джастін Вінстон
- Сі Томас Хауелл — Тріпп Вінстон
- Пол Ле Мет — Деррік Вінстон
- Піт Ліл — хресний
- Шелбі Леверінгтон — Ребекка Вінстон
- Пол Лінке — Ред Хьюз
- Ерні Лайвлі — Том Бернсайд
- Емілі Лонгстрет — Ембер Суеллов
- Вейд Майер — Волт
- Юніс Макеван — Клара Джоллі
- Дункан МакЛеод — Rev. Smedley
- Хосе Меркадо — Hispanic Father
- Ентоні Пек — солдат
- Сінді Пікетт — Рі Суеллов
- Джон Ренфілд — Деріл Джоллі
- Аріана Річардс — Ембер Суеллов, 5 років
- Ліла Рошон — жінка
- Ендрю Росс — Дуейн Джоллі
- Терренс Суіні — Отець О'Ніл
- Саммер Томас — Енжел
- Р.Л. Толберт — головний охоронець
- Ману Тупоу — Mafoa
- Кріс Уфленд — Джошуа Вінстон
- Брюс Райт — Рік
- Ренді Ціглер — Фрідом Вінстон